# Scambus granulosus
Scambus granulosus är en stekelart som beskrevs av Walley 1960. Scambus granulosus ingår i släktet Scambus och familjen brokparasitsteklar. Inga underarter finns listade i Catalogue of Life.